# Bashkir Airlines
Bashkir Airlines est une compagnie aérienne russe, fondée en 1991 et dissoute en 2007, qui était basée sur l'aéroport d'Oufa. Elle exploitait des liaisons régionales et le tronc de services d'affrètement d'Oufa et à l'Europe, l'Asie et l'Afrique du Nord.

## Historique
Un de ses appareils a été impliqué dans la collision aérienne d'Überlingen en juillet 2002. Elle a été impliquée dans plusieurs accidents aériens. En 2006, sa licence d'exploitation a été révoquée par l'agence de sécurité russe. 

## Code data
- Association internationale du transport aérien AITA Code : V9
- Organisation de l'aviation civile internationale OACI Code : BTC
- Nom d'appel : Bravo Tango Charlie

## Destinations
- La compagnie exploitait 11 destinations régulières et 5 destinations charter.

## Flotte

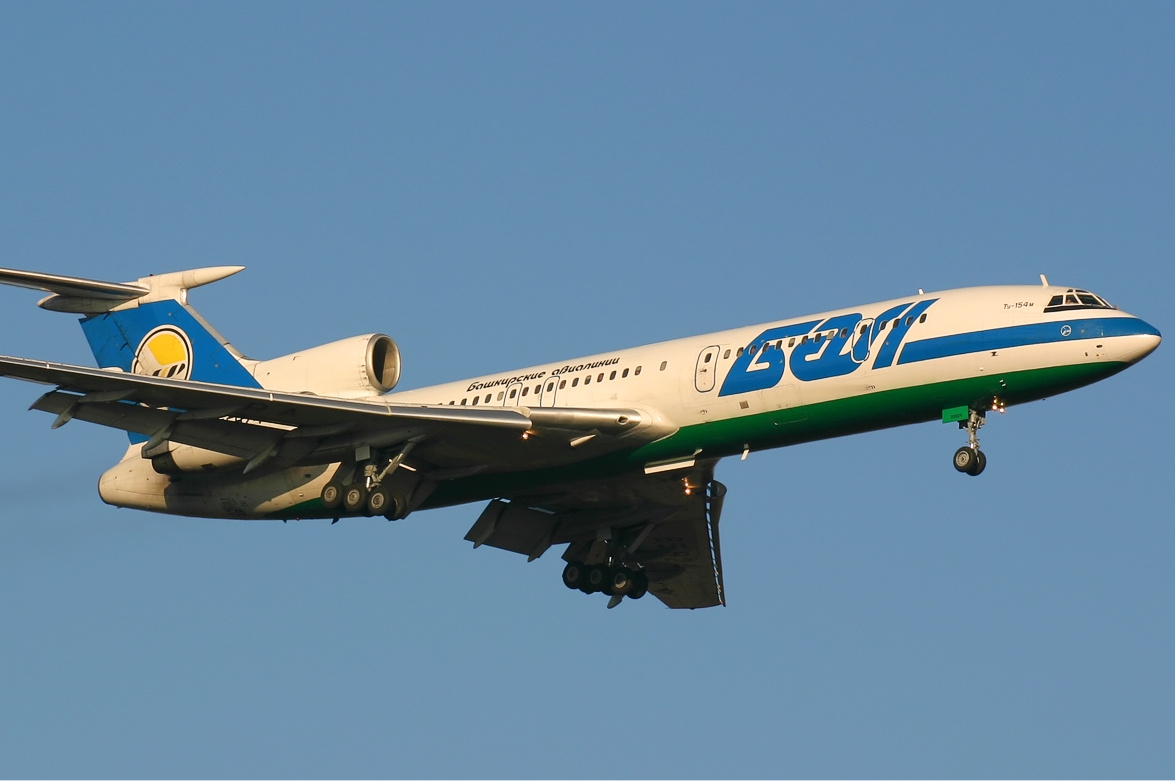
Tupolev TU-154M de Bashikirian Airlines en 2005

- La compagnie exploitait différents avions d'origine russe :

- 3 Tupolev Tu-134A
- 7 Tupolev Tu-154M